# Ивањско цвеће
Ивањско цвеће (ивањско цвијеће жуто, ивањска броћика, броћац, броћика, јованданче), лат. Galium verum, је вишегодишња зељаста биљка из породице броћева (Rubiaceae). Цвета од јуна до октобра.
Порекло имена:
- рода је из гр. од gala = млеко (зато што се неке врсте користе за згрушавање млека);
- врсте је из лат. од verus = истинит, прави.

Синоним:
- Galium praecox Lang.

## Опис биљке
Стабљике су четвртасте, усправне, достижу висину од 30 cm до 1 m и могу бити мало длакаве или голе. Листови су линеарни и распоређени пршљенасто од 8-12. Са лица су тамнозелени, голи у мало храпави, а са наличја густо длакави и завршавају се трнићем на врху. Цветови су ситни сакупљени у метличасте вршне цвасти чија је осовина густо обрасла кратким длакама. Крунични листићи су жуте боје и миришу на мед. Плод је ситан, дужине око 1,5 mm, без длачица или трнова, црвен и када сазри црне је боје.

## Распрострањеност и станиште
Ивањско цвеће је веома распрострањена евроазијско-субмедитеранска врста која је одатле пренета у Северну Америку. Расте и на подручју Северне Африке, Азије и Европе.  Расте на брдским и претпланинским ливадама, поред путева, листопадних шума и шибљака, на отвореним, сунчаним стаништима.

## Хемијски састав дроге
Као дрога се користи горњи део процветале биљке (Galii veri herba) који се сакупља по сувом и сунчаном времену и богат је:
- флавоноидиима, око 2%;
- кверцетинским гликозидима: рутин, палустрозид, цинарозид и др.
- мало етарског уља;
- соли органских киселина и др.

## Употреба
Претежно се користи као народни лек за лечење упале јетре, бубрежних болести, водене болести, хроничних болести органа за дисање. Осим тога употребљава се и код нервних поремећаја као што су хистерија, узнемиреност, епилепсија и сл.
Осим лековитим припада и медоносним биљкама, а користи се за бојење сира и згрушавање млека.
На Ивањдан је обичај православних Срба да ставе венац Ивањског цвећа на врата својих домова.
- Венац ивањског цвећа у Шидским Бановцима
- Венац ивањског цвећа у Пачетину
- Венац ивањског цвећа у Острову
- Венац ивањског цвећа у Сремским Лазама
- Венац ивањског цвећа у Трпињи
- Венац ивањског цвећа у Борову

## Порекло назива биљке
Gala означава млеко, одакле води порекло назив рода Gallum, јер се раније ова биљка употребљавала за прављење млечних производа.

## Галерија
- Gallium verum, цвет
- Gallium verum, цвет
- Gallium verum, цвет
- Gallium verum, цвет